# Мумиё

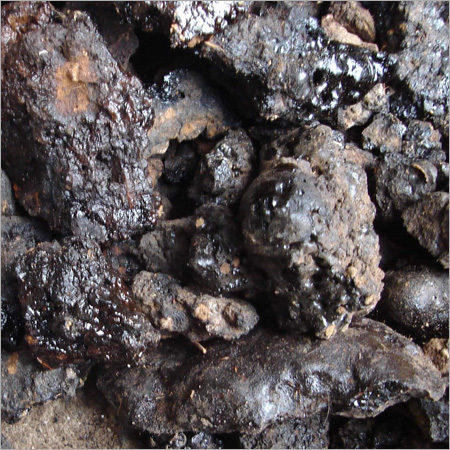
Шиладжит (мумиё), полученный в Гималаях.

Мумиё (от перс. موم‎ (mum) — «воск»; также шиладжит (санскр. शिलाजतु, śilājatu, англ. Shilajit), брагшун, бараг-шун, слёзы гор, горная смола, горный бальзам, горный воск, горное масло, каменное масло, мумиё-асиль, мумий, чао-тун) — органо-минеральный продукт преимущественно природного биологического происхождения. Народы Востока использовали мумиё в традиционной медицине.
В современной научно обоснованной медицине мумиё не применяется, в современных российских государственных медицинских учреждениях мумиё не применяется, поскольку данных клинико-экспериментального изучения, однозначно доказывающих какую-либо пользу от его применения, нет, оно используется в качестве лекарственного средства только в народной и нетрадиционной (альтернативной) медицине (аюрведе, китайской, тибетской)..
Мумиё продаётся как в чистом виде, так и в составе БАД, косметических и пищевых продуктов.

## Происхождение
В ранних (донаучных) представлениях постулировалось горное происхождение и неорганический состав мумиё (то есть предполагалось что это материал, как, например, золото, серебро, медь, железо).
Во второй половине XX века предполагалось, что мумиё представляет собой отходы жизнедеятельности летучих мышей и грызунов.
По современным представлениям мумиё имеет растительное происхождение и, скорее всего, представляет собой окаменелые продукты разложения (гниения) растительных остатков, претерпевших метаморфозы под давлением горной породы.

## История
Исторически мумиё использовалось в качестве лекарственного средства в Индии, Китае, Тибете.
Древние лекари считали, что мумиё помогает вылечить все болезни, которые в принципе могут быть излечены.
В XXI веке мумие используют только в народной медицине при разнообразных заболеваниях, начиная с лёгкой простуды и заканчивая тяжёлыми болезнями со смертельным исходом.

## Природные запасы
Месторождения мумиё встречаются во многих регионах мира: на Кавказе, в Средней Азии, в России, Южно-Сибирском регионе Саяно-Алтайских гор, Индии, Монголии, Иране, Аравии, Индонезии, Австралии, Бирме, Южной Америке, Китае, Непале, Афганистане и странах северо-восточной части Африки. Исследования ЦГРЭ «Центркварцсамоцветы» показали, что месторождения мумиё при широкой географии их размещения очень редки, а запасы сырья в них ограничены. Мумиё имеет тенденцию к восстановлению, однако продолжительность его составляет от 2 до 300 и более лет.

## Физико-химические свойства
Очищенное от примесей и экстрагированное мумиё представляет собой однородную массу тёмно-жёлтого, тёмно-коричневого или чёрного цвета (иногда встречаются оттенки красного, белого, голубого и синеватого), эластичной консистенции, с блестящей поверхностью, своеобразным ароматическим запахом и горьковатым вкусом.
Мумиё легко растворяется в воде (1/8), очень мало растворимо в 95 % спирте (1/4500) и эфире (1/7000), практически не растворяется в хлороформе. Содержит в себе минеральные (кальций, марганец, натрий, железо, хром, свинец и др.) и органические (твёрдые парафиновые углеводороды, углеводы, аминокислоты, воски, жирные кислоты и т. п.) вещества.
Мумиоиды — группа природных образований, напоминающих по внешнему виду мумиё. Группа включает в себя озокерит, селитру, фоссилизированные растительные смолы и камеди, горный воск, белое, каменное и горное масла, антарктическое мумиё, лофор (синонимы — мумиёиды, мумиёподобные вещества, мумиёподобные продукты, мумиоиды, мумиелоиды).
Состав мумиё, обнаруженного в разных местах, значительно отличается. Основным компонентом являются фульвокислоты, остальной состав — бензокумарины, гуминовая кислота, другие органические вещества и около 40 микроэлементов.

## Органолептические свойства
Мумиё горькое на вкус и может напоминать чистый шоколад с высоким содержанием какао.
Запах мумиё похож на запах битума.

## Разновидности мумиё
1. Копролитовое мумиё (мумиё-саладжи, памирское и алтайское мумиё, мумиё-асиль и др.) — окаменевшие фито- и зооорганические остатки в смеси с обломками и дресвой скальных пород и почвенных образований. Содержание экстрактивных веществ в копролитовом мумиё колеблется от 10 до 30 % и более[11].
2. Мумиёносные брекчии — крупнообломочные горные породы (чаще — трещиноватые известняки), сцементированные мумиёносной глинистой массой. Содержание экстрактивных веществ — от 0,5 до 5,0 %[12].
3. Эвапоритовое мумиё — образования в виде натёков, сосулек и блестящих чёрных или серых тусклых, тонких плёнок, пятнами покрывающих кровлю и стенки пещер, ниш, гротов и других крупных полостей. Добыча его сложна и нерентабельна[12].

## Подлинное и поддельное мумиё
Считается[кем?], что во времена персидского царя Фаридуна подлинность мумиё якобы определяли биологическим путём: по скорости заживления перелома у мелких животных после смазывания области перелома смесью мумиё с розовым маслом. При качественном мумиё перелом якобы заживал примерно через сутки. Аристотель, по преданию, рекомендовал использовать мумиё для лечения только после пробы его на качество: разрезанные части печени свежезарезанного барана нужно было смазать мумиё и соединить. Если мумиё чистое и качественное, то куски печени должны тут же слипнуться.
Аль-Бируни писал, что «… его (мумиё) растворяют в смеси масла и уксуса и мажут этим рассечённую печень; затем пробуют печень ножом, и прочность соединения будет признаком его высокого качества».
Наиболее часто встречающиеся фальсификаты мумиё: смеси облепихового масла, мясных консервов, сыворотки крови, прополиса, жжёного сахара, гумусового слоя почвы Нечерноземья, глины, песка или помёта мелких грызунов.

## Исследования
В 1955 году доктор Шакиров Адиль Шарипович на основе этнографических исследований и старых медицинских рукописей начал систематическое фармакологическое изучение Мумиё-асиль .
В 1965 году в Душанбе по инициативе органов здравоохранения Таджикской ССР и  ученого совета Таджикского  государственного медицинского института им. Абуали Ибн-Сина (Авиценны) состоялся первый Межреспубликанский симпозиум по экспериментальному изучению мумиё  .
В 1972 году второй симпозиум был проведен в Пятигорске по инициативе Пятигорского института курортологии и физиотерапии .
В 1976 году Мумие-асил был признан полезным в комплексном лечении переломов костей  .
В 1978 году по инициативе Министерства здравоохранения Узбекской ССР в Ташкенте состоялся III Всесоюзный симпозиум по экспериментальным и морфологическим исследованиям влияния мумие на регенерацию нервов, сердечной мышцы и костей .
Результаты исследования по идентификации мумиё были разработаны Киселевой Т. с соавторами и защищены патентом РФ «Способ идентификации мумиеоподобных веществ» № 2042948 .

## Биологическое действие
Проведённые к 2011 году исследования не обнаружили биологическую активность мумиё, декларируемую адептами  народной медицины.

## Использование в медицине
В государственных медицинских учреждениях России из-за отсутствия данных клинико-экспериментального изучения, доказывающих какой-либо лечебный эффект от мумиё, оно не используется.

### В народной и нетрадиционной медицине
С древних времён мумиё в лечебных целях используется в народной медицине в Афганистане, Индии, Иране, Китае, Средней Азии и Тибете. О целительном воздействии мумиё при различных болезнях в своих трудах писали, в частности, Авиценна, Аристотель, Бируни и Рази. Считается, что мумиё обладает общеукрепляющим и противовоспалительным действием, усиливает защитные, регенеративные и репаративные процессы в организме, помогает при лечении бронхиальной астмы, хронических заболеваниях дыхательных путей и желудочно-кишечного тракта, кожных и почечнокаменной болезнях, для ускорения восстановления переломов костной ткани. Мумиё может приниматься как внутрь, будучи предварительно растворенным в воде, молоке, соке или чае, так и наружно, через капли, кремы, мази и маски.